# KM-SAM Cheolmae 2
Il KM-SAM, noto anche come Cheolmae-2, è un sistema missilistico terra-aria a medio raggio sudcoreano sviluppato dall'Agenzia per lo sviluppo della difesa con il supporto tecnico di Almaz-Antey e Fakel, basato sulla tecnologia del Missile 9M96 utilizzato sui sistemi missilistici S-350E e S-400.

## Sviluppo
Una batteria completa è composta da quattro a sei lanciatori trasportabili a 8 celle (TEL), un radar 3D phased array multifunzione a scansione elettronica passivo (PESA) in banda X (basato su quello dell'S-400 russo) e un veicolo antincendio. Il radar opera nella banda X e ruota a una velocità di 40 giri/min, coprendo fino a 80 gradi in elevazione. Può rilevare bersagli entro 100 km (62 mi) e tracciarne fino a 40 contemporaneamente.
Il KM-SAM è il livello intermedio del sistema di difesa aerea e missilistico a tre livelli della Corea del Sud. Sebbene sia stato sviluppato in Russia dall'[Almaz Design Bureau con l'assistenza di Samsung Thales, LIG Nex1 e Doosan DST, la localizzazione e l'industrializzazione sono state fatte in Corea del Sud, fatto sufficiente per considerarlo un sistema indigeno. Il KM-SAM (Cheongung; Iron Hawk) può intercettare bersagli fino a un'altitudine di 15 km (49.000 piedi) a una distanza di 40 km (25 mi). Sostituisce le batterie MIM-23 Hawk aggiornate in Corea del Sud ed è disponibile per l'esportazione. Almaz-Antey ha continuato con il programma dopo che i prototipi sono stati trasferiti e hanno creato una versione solo russa chiamata sistema missilistico Vityaz.
L'aeronautica della Repubblica di Corea ha rivelato a metà 2015 che il KM-SAM sarebbe presto entrato nella produzione di massa e le prime consegna all'aeronautica militare sono state effettuate a settembre, sostituendo il missile Hawk che era in servizio in Corea dal 1964, mentre l'esercito degli Stati Uniti l'ha ritirato nel 2002. Il sistema può intercettare fino a sei bersagli contemporaneamente e ha capacità anti-guerra elettronica per continuare a funzionare nonostante i disturbi. Il sistema ha superato il test di verifica dei requisiti operativi dell'esercito nel luglio 2015 ed è stato dispiegato all'inizio del 2016 vicino al confine marittimo con la Corea del Nord nel Mar Giallo.
Il 28 aprile 2020, la Defense Acquisition Program Administration (DAPA) ha annunciato che le consegne del sistema Cheongung KM-SAM Block-1 alla ROKAF sono completate. Nel luglio 2021, la Corea del Sud ha ritirato il suo ultimo sistema MIM-23 Hawk, eliminandolo gradualmente per il Cheongung Block-1

### Sviluppi futuri
Il KM-SAM block-2 doveva essere un intercettore di livello superiore progettato per abbattere missili balistici, offrendo capacità simili a quelle del missile American Terminal High Altitude Area Defense con una portata di 150 km (93 mi) e  di 200.000 piedi (61 chilometri). I livelli di prestazione dovevano essere due volte superiori ai missili Patriot e Cheolmae II, e ci si aspettava che si basassero sulla tecnologia russa S-400. Questo ruolo è stato ricoperto dallo sviluppo di L-SAM.
Nell'aprile 2017, i funzionari militari sudcoreani hanno rivelato che un sistema di difesa missilistico di basso livello basato sul Cheongung era nella fase finale di sviluppo. La modifica del SAM standard con la tecnologia hit-to-kill gli consente di intercettare i missili balistici in arrivo ad un'altitudine di circa 20 km (66.000 piedi).  Il primo sistema Cheongung-II aggiornato è stato consegnato alla ROKAF nel novembre 2020
Il KM-SAM potrà essere lanciato dal sistema di lancio verticale coreano (K-VLS) a bordo delle fregate di classe Daegu in un ruolo navale.

## Composizione
- Veicolo centro di controllo e ingaggio (ECS): 1
- Radar multifunzione (MFR): 1
- Lanciatori: 4–6
- Missili per lanciatori: 8
- Generatore di potenza: 1

## Utilizzatori
Corea del Sud
- Republic of Korea Air Force

 Emirati Arabi Uniti
- Al-Quwwāt al-Jawiyya al-Imārātiyya